# Paprikaextrakt
Paprikaextrakt är ett oljelösligt extrakt ur frukterna av Capsicum annuum linn eller Capsicum frutescens och används huvudsakligen som ett färg- och/eller aromämne i livsmedel. Den består av capsaicin som den viktigaste aromämnetsföreningen vilket ger en skarp smak i högre koncentrationer, samt capsantin och capsorubin som de viktigaste färgämnensföreningarna (bland övriga karotenoider).
Extraktion utförs genom filtrering med olika lösningsmedel, främst hexan, som avlägsnas före användning.

## Användning
Livsmedel som färgats med paprikaextrakt innefattar ost, apelsinjuice, kryddblandningar, såser, godis och emulgerade processade köttprodukter. I foder för fjäderfä används det för att öka färgen på äggulor.
I USA anges paprikaextrakt som en färgtillsats som är befriad från certifiering och klassas i allmänhet som en naturlig färg. I Europa anges paprikaextrakt och föreningarna capsantin och capsorubin med E160c.